# Parasynegia diffusaria
Parasynegia diffusaria är en fjärilsart som beskrevs av Moore 1868. Parasynegia diffusaria ingår i släktet Parasynegia och familjen mätare. Inga underarter finns listade i Catalogue of Life.